# Diodonopsis pterygiophora
Diodonopsis pterygiophora är en orkidéart som först beskrevs av Carlyle August Luer och Rodrigo Escobar, och fick sitt nu gällande namn av Alec M. Pridgeon och Mark W. Chase. Diodonopsis pterygiophora ingår i släktet Diodonopsis och familjen orkidéer. Inga underarter finns listade i Catalogue of Life.